# Seaham
Seaham is een civil parish in de Engelse unitary authority Durham. De plaats telt 20.172 inwoners.

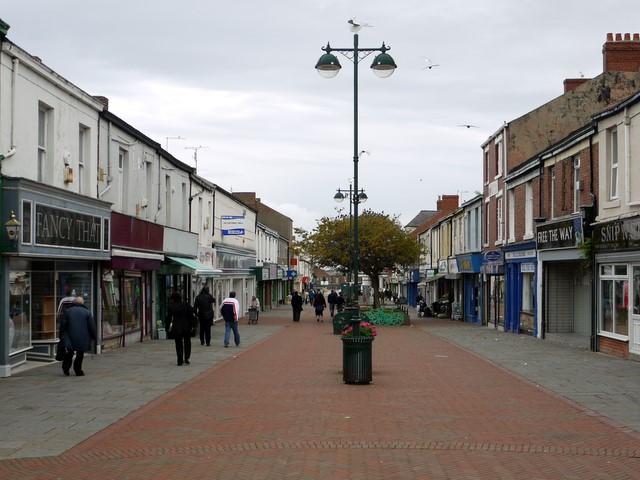
Church Street, Seaham
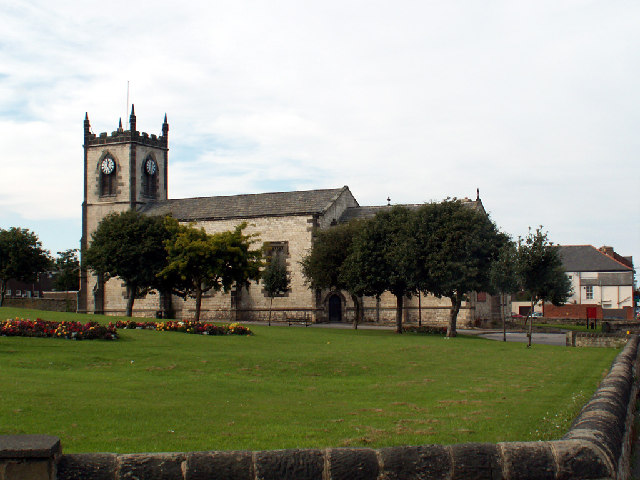
Parochiekerk van St John
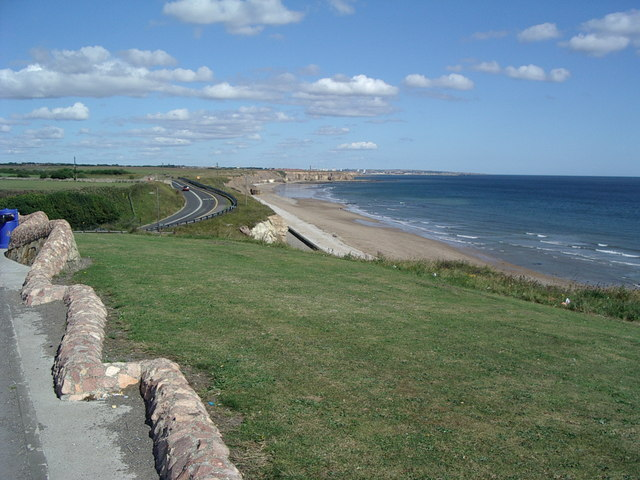
Kustlijn bij Seaham